# Hans Frick (Journalist)
Hans Frick (* 16. April 1938 in Biled, Königreich Rumänien; † 25. November 2013 in München) war ein deutscher Chefredakteur.

## Leben
Hans Frick entstammte der Volksgruppe der Banater Schwaben. Er trat nach seinem Studium an der Babeș-Bolyai-Universität Cluj 1961 in die Redaktion der Zeitschrift Neuer Weg ein und arbeitete zunächst in der Abteilung „Leserbriefe“. Aus dieser Abteilung wechselte Frick zur Abteilung „Außenpolitik“, deren Leitung er am 1. Juni 1980 übernahm. Insgesamt war er 26 Jahre lang als Redakteur bei der Zeitung tätig. Nebenbei verwaltete er lange Zeit den „Fonds für gegenseitige Hilfe“ (rumänisch Casa de ajutor reciproc). In der Redaktion lernte Hans Frick seine spätere Ehefrau, die aus Sighișoara (deutsch Schäßburg) stammende Hedwig Schüli kennen, die zunächst in der Abteilung „Daktylographie“ arbeitete und später zur Chefsekretärin berufen wurde.
Frick verließ 1988 mit seiner Familie Rumänien und übersiedelte nach Deutschland, wo er bei der Bundesgeschäftsstelle des Vereins für Deutsche Kulturbeziehungen im Ausland (VDA) in Sankt Augustin bei Bonn tätig war. Hier betreute Frick anfangs Projekte, die der Erhaltung deutschsprachiger Medien in der ehemaligen Sowjetunion dienten; so wurden deutschsprachige Zeitungsredaktionen in Ländern der Gemeinschaft Unabhängiger Staaten mit moderner Elektronik ausgestattet, Nachwuchsjournalisten aus Deutschland zur sprachlichen Unterstützung entsandt und der Zeitungsvertrieb nach Deutschland gefördert. Ab 1990 wirkte Hans Frick in der Redaktion der Zeitschrift Globus mit, dem vierteljährlich erscheinenden Organ des VDAs, zu dessen Chefredakteur er am 1. April 2001 berufen wurde. In dieser Funktion baute er ein weltweites Netzwerk mit Autoren auf, die in der Zeitung über deutschsprachige Gemeinschaften, die Geschichte deutscher Aus- und Einwanderer, aber auch über die Situation der deutschen Sprache und Kultur im Ausland berichteten. Er engagierte sich besonders für die Erarbeitung und die Pflege des Internet-Auftrittes des VDA. Nach fünfzehn Jahren Tätigkeit beim VDA trat Frick in den Ruhestand; sein Nachfolger dort wurde Frank Schüttig. Frick zog darauf mit seiner Ehefrau nach München, wo ihr Sohn mit seiner Familie wohnte. Nach langer Krankheit verstarb er 2013.